# Millhouse Bridge
Die Millhouse Bridge ist eine Straßenbrücke in der Ortschaft Millhousebridge in der schottischen Council Area Dumfries and Galloway. 1971 wurde das Bauwerk in die schottischen Denkmallisten zunächst in der Kategorie B aufgenommen. Die Hochstufung in die höchste Denkmalkategorie A erfolgte 1988.

## Beschreibung
Der Mauerwerksviadukt liegt am Westrand von Millhousebridge. Er führt eine nicht weiter klassifizierte Nebenstraße über den Annan, der an dieser Stelle die Grenze zwischen den Parishs Applegarth und Lochmaben bildet. Wie auch eine eingelassene Platte ausweist, wurde die Brücke 1827 erbaut. John MacCracken führte die Arbeiten aus. Stilistisch orientiert sich das Bauwerk an den Arbeiten Thomas Telfords. Die Millhouse Bridge überspannt den Annan mit einem Segmentbogen. Ihre Spannweite beträgt dabei rund 30 m. Ihr Mauerwerk besteht aus roten Steinquadern mit rustiziertem, ausgemauerten Bogen. Schlichte Brüstungen aus polierten Steinquadern begrenzen die Fahrbahn.